# Andrzej Wirth
Andrzej Tadeusz Wirth (ur. 10 kwietnia 1927 we Włodawie, zm. 10 marca 2019 w Berlinie) – polski teatrolog, krytyk teatralny, tłumacz, prekursor teatrologii praktycznej; twórca pojęcia „teatru postdramatycznego”.

## Życiorys

### Kariera naukowa
Studiował filozofię pod kierunkiem Władysława Tatarkiewicza i Tadeusza Kotarbińskiego. Był współpracownikiem Instytutu Badań Literackich Polskiej Akademii Nauk. Uzyskał doktorat na podstawie pracy o twórczości Bertolta Brechta. Przetłumaczył dramat Brechta Szwejk w czasie II wojny światowej.
W latach 1956–1958 przebywał na zaproszenie Berliner Ensemble w Berlinie. Po wyjeździe do Stanów Zjednoczonych od 1966 wykładał na uniwersytetach Stanforda, Harvarda i Yale, a następnie na Uniwersytecie Oksfordzkim, Uniwersytecie Miejskim w Nowym Jorku oraz Wolnym Uniwersytecie Berlińskim. Był założycielem Instytutu Teatrologii Stosowanej (Angewandte Theaterwissenschaft) na Uniwersytecie Justusa Liebiga w Gießen, jednym z jego wychowanków jest René Pollesch.

### Kariera translatorska i dziennikarska
Tłumaczył z łaciny utwory Horacego i Lukrecjusza oraz z języka niemieckiego utwory Johannesa R. Bechera. Wraz z Marcelem Reich-Ranickim przetłumaczył powieści Franza Kafki i Friedricha Dürrenmatta. Jego przekłady były inscenizowane przez takich reżyserów jak Ludwik René (Teatr Domu Wojska Polskiego, 1957), Kazimierz Dejmek (Teatr Nowy w Łodzi, 1958), Lidia Zamkow (Teatr im. Juliusza Słowackiego w Krakowie, 1958), Roman Sykała (Teatr Polski w Poznaniu, 1958), Jerzy Jarocki (Stary Teatr w Krakowie, 1963), Jakub Rotbaum (Teatr Polski we Wrocławiu, 1963), Janusz Warmiński (Teatr Ateneum, 1965), Józef Szajna (Teatr Ludowy, 1966), Erwin Axer (Teatr Współczesny w Warszawie, 1966), Konrad Swinarski (Teatr Ateneum, 1967), Tadeusz Bradecki (Teatr im. Juliusza Słowackiego w Krakowie, 2001), Wojciech Smarzowski (Narodowy Stary Teatr w Krakowie, 2005), Lech Raczak (Teatr im. Heleny Modrzejewskiej w Legnicy, 2008), Michał Zadara (Teatr Współczesny w Szczecinie, 2008), Piotr Tomaszuk (Wierszalin, 2008), czy Maja Kleczewska (Teatr Narodowy, 2009).
W połowie lat pięćdziesiątych Wirth pracował jako redaktor działu literatury tygodnika „Polityka”. Od roku 1963 był współpracownikiem tygodnika „Nowa Kultura”.

### Życie prywatne
Był synem oficera Tadeusza Wirtha. Jego matka pochodziła z rodziny ziemiańskiej, przed wojną zamieszkiwał w jej rodzinnej posiadłości na wschód od Włodawy.
W 1963 roku Wirth spotkał się w Berlinie Zachodnim z Witoldem Gombrowiczem, przebywającym wówczas na stypendium Fundacji Forda. Po powrocie do kraju złożył władzom raport omawiający spotkanie z pisarzem.
W 2014 ukazała się książka pt. Byle dalej. Autobiografia mówiona i materiały pod redakcją Thomasa Irmera.
Mieszkał w Berlinie i Wenecji.

## Nagrody i odznaczenia
- 2008: Nagroda Międzynarodowego Instytutu Teatralnego
- 2010: Złoty Medal „Zasłużony Kulturze Gloria Artis”[12]
- 2014: Nagroda Sekcji Krytyków Teatralnych Polskiego Ośrodka Międzynarodowego Instytutu Teatralnego za wybitne osiągnięcia w propagowaniu polskiej kultury teatralnej na świecie[13][14]